# Quinta generazione delle console
La quinta generazione delle console per videogiochi (conosciuta anche come era dei 32-bit, era dei 64-bit e era 3D) ha avuto inizio nel 1993 con l'uscita della prima console a 32-bit, il 3DO, e si è conclusa nel 2006 con la dismissione della PlayStation. La maggiore potenza dell'hardware ha dato il via alla diffusione dei videogiochi tridimensionali. Inizia inoltre il passaggio dalle Cartucce ai CD. Per le console casalinghe, la console più venduta è stata la PlayStation, seguita dal Nintendo 64, e poi dal Sega Saturn.
C'è stata una notevole sovrapposizione di tempo tra questa generazione e la successiva, la sesta, iniziata con il lancio del Dreamcast in Giappone il 27 novembre 1998.

## Caratteristiche
Alcune caratteristiche che distinguono le console di quinta generazione dalle precedenti console di quarta generazione includono:
- Grafica poligonale 3D con mappatura delle texture
- Funzionalità grafiche 3D: illuminazione, ombreggiatura Gouraud, anti-aliasing e filtraggio delle texture
- Archiviazione di giochi su disco ottico (CD-ROM), che consente uno spazio di archiviazione molto più ampio (fino a 650 MB) rispetto alle cartucce ROM
- Registrazioni audio di qualità CD (musica e parlato) – Audio PCM con profondità di 16 bit e frequenza di campionamento di 44,1 kHz
- Ampia adozione di video in full motion, che mostrano animazioni al computer pre-renderizzate o filmati di azioni dal vivo
- Controller analogici
- Visualizza risoluzioni da 480i / 480p a 576i
- Profondità di colore fino a 16.777.216 colori (vero colore a 24 bit)

Quest'era è nota per il suo ruolo chiave nel salto dell'industria dei videogiochi dalla computer grafica 2D a 3D, così come per il passaggio dei giochi per console domestiche dall'essere archiviati su cartucce a dischi ottici. Questa è stata anche la prima generazione dotata di connettività Internet: alcuni sistemi avevano hardware aggiuntivo che forniva connettività a un dispositivo esistente, come il Sega Net Link per Sega Saturn. Apple Pippin, un flop commerciale, è stato il primo sistema dotato di funzionalità Internet a bordo.
Per le console portatili, quest'era è stata caratterizzata da una significativa frammentazione, perché il primo palmare della generazione, il Sega Nomad, ha avuto una durata di soli due anni e il Nintendo Virtual Boy ha avuto una durata di meno di uno. Entrambi furono interrotti prima che gli altri palmari facessero il loro debutto. Il Neo Geo Pocket è uscito il 28 ottobre 1998, ma è stato abbandonato da SNK a favore del Neo Geo Pocket Color completamente retrocompatibile solo un anno dopo. Il Game Boy Color di Nintendo (1998) è stato il palmare di maggior successo con un ampio margine. C'erano anche due aggiornamenti minori del Game Boy originale: il Game Boy Light (uscito solo in Giappone) e il Game Boy Pocket.

## Transizione al 3D
L'era a 32 bit/64 bit è nota soprattutto per l'ascesa di giochi poligonali completamente 3D. Mentre c'erano giochi precedenti che utilizzavano ambienti poligonali tridimensionali, come Virtua Racing e Virtua Fighter nelle sale giochi e Star Fox su Super NES, fu in quest'epoca che molti game designer iniziarono a muoversi tradizionalmente in 2D e pseudo-3D. I primi sforzi degli allora leader del settore Sega e Nintendo hanno visto l'introduzione di 32X e Super FX, che ha fornito funzionalità 3D rudimentali a Mega Drive e Super NES a 16 bit. A partire dal 1996, i videogiochi 3D iniziarono a decollare con uscite come Virtua Fighter 2 su Saturn, Tomb Raider su PlayStation e Saturn, Tekken 2 e Crash Bandicoot su PlayStation e Super Mario 64 su Nintendo 64. I loro ambienti 3D sono stati ampiamente commercializzati e hanno distolto l'attenzione del settore dallo scorrimento laterale, oltre ad aprire le porte a giochi e generi più complessi. Il 3D è diventato l'obiettivo principale in questa era, così come un lento declino delle cartucce a favore dei CD, grazie alla capacità di produrre giochi in modo meno costoso e alle elevate capacità di archiviazione del supporto.

## CD contro cartuccia
Dopo aver permesso a Sony di sviluppare per loro un prototipo di console basato su CD e una simile partnership fallita con Philips, Nintendo ha deciso di rendere il Nintendo 64 un sistema basato su cartuccia come i suoi predecessori. Pubblicamente, Nintendo ha difeso questa decisione sulla base del fatto che avrebbe dato ai giochi tempi di caricamento più brevi rispetto a un compact disc (e avrebbe ridotto la pirateria a causa di un certo chip nella cartuccia ROM). Tuttavia, aveva anche il dubbio vantaggio di consentire a Nintendo di addebitare costi di licenza più elevati, poiché la produzione di cartucce era notevolmente più costosa della produzione di CD. Molti sviluppatori di terze parti come EA Sports hanno visto questo come un subdolo tentativo di raccogliere più soldi per Nintendo e molti di loro sono diventati più riluttanti a pubblicare giochi sul N64.
La decisione di Nintendo di utilizzare un sistema basato su cartuccia ha scatenato una guerra su piccola scala tra i giocatori su quale fosse il migliore. I principali vantaggi del formato CD-ROM erano: una maggiore capacità di archiviazione, consentendo una quantità molto maggiore di contenuti di gioco; costi di produzione notevolmente inferiori, rendendoli molto meno rischiosi per gli editori di giochi; prezzi al dettaglio più bassi per la minore necessità di compensare i costi di produzione; tempi di produzione più brevi, che hanno notevolmente ridotto la necessità per gli editori di prevedere la domanda di un gioco. I suoi svantaggi rispetto alla cartuccia erano: tempi di caricamento considerevoli; la loro incapacità di caricare i dati "al volo", rendendoli dipendenti dalla RAM della console; i maggiori costi di produzione delle unità CD-ROM rispetto agli slot per cartucce, con conseguenti prezzi al dettaglio generalmente più elevati per le console basate su CD. Un annuncio di Nintendo Power ha posizionato uno Space Shuttle (che rappresenta le cartucce) accanto a una lumaca (che rappresenta un CD), come analogia per le rispettive velocità, affermando che "il futuro non appartiene alle lumache".
Quasi tutti gli altri sistemi contemporanei utilizzavano la nuova tecnologia CD-ROM (il Nintendo 64 è stata l'ultima grande console per videogiochi domestica a utilizzare le cartucce). In conseguenza dei vantaggi di archiviazione e di costo del formato CD-ROM, molti sviluppatori di giochi hanno spostato il loro supporto dal Nintendo 64 alla PlayStation. Uno dei franchise di giochi più influenti a cambiare console durante quest'era è stata la serie Final Fantasy, a cominciare da Final Fantasy VII, originariamente sviluppato per N64 ma a causa di problemi di capacità di archiviazione è stato spostato su PlayStation; i precedenti giochi di Final Fantasy erano stati tutti pubblicati su console Nintendo – sia il NES o Super NES, con le uniche altre voci sul Wonderswan, o computer come MSX.

## Console
| Nome                   | Amiga CD32                                                                                 | 3DO Interactive Multiplayer                          | Atari Jaguar | Sega Saturn | PlayStation | Nintendo 64 |
| ---------------------- | ------------------------------------------------------------------------------------------ | ---------------------------------------------------- | --- | --- | --- | --- |
| Immagine               |                                                                                            |                                                      | | | | |
| Prezzo di lancio (USD) | US$399.99                                                                                  | US$700                                               | US$250 | US$399 | US$299.99 | US$199.99 |
| Data uscita            | 16 settembre 1993                                                                          | - 20 marzo 1994 - 4 ottobre 1993 - 11 giugno 1994    | - 8 dicembre 1994 - 23 novembre 1993 - 27 giugno 1994 | - 22 novembre 1994 - 11 maggio 1995 - 8 luglio 1995 | - 3 dicembre 1994 - 9 settembre 1995 - 29 settembre 1995 - 15 novembre 1995 | - 23 giugno 1996 - 29 settembre 1996 - 1 marzo 1997 - 1 marzo 1997                                                                            |
| Titolo più venduto     | Simon the Sorcerer II                                                                      | Gex                                                  | Rayman | Virtua Fighter 2, 1.7 milioni in Giappone | Gran Turismo, 10.85 milioni (al 30 aprile 2008) | Super Mario 64, 11.62 milioni (al 21 maggio 2003)                                                                                             |
| Media                  | CD-ROM (musicassette, floppy disk, disco rigido, data card attraverso relative espansioni) | CD-ROM                                               | Cartucce (CD attraverso un'espansione) | CD-ROM (in Giappone supportò anche cartucce) | CD-ROM | Cartucce |
| Accessori              | - tastiera - drive per floppy - Mouse - scheda MPEG                                        | - scheda MPEG - FZ-EM256 unità per backup - Lightgun | - Atari Jaguar CD - Team Tap - JagLink - cavo per connettere 2 console - CatBox - hub per connettere fino a 8 console - Memory Track, solo per Jaguar CD | - Saturn digital gamepad - Gamepad analogico - Lightgun - Multitap (fino a 10 giocatori) - Sega NetLink - modem e tastiera - tastiera - mouse - drive per floppy da 1.44 MB 3.5" - DirectLink - scheda MPEG - cartuccia per espansione della RAM | - Multitap - Controller "canna da pesca" - Dual Analog Controller - Controller PlayStation - DualShock - GunCon - Jogcon - Konami Justifier - NeGcon - PocketStation - Flightstick - Dance pad - Memory Card | - Controller Pak - Memoria Expansion Pak - Rumble Pak - Memory Card - Fishing Reel - Transfer Pak - Nintendo 64DD (solo Giappone) - Microfono |

### Dati di vendita
| Console      | Unità vendute                     |
| ------------ | --------------------------------- |
| PlayStation  | 102,49 milioni (al 31 marzo 2007) |
| Nintendo 64  | 32.93 milioni (al 31 marzo 2005)  |
| Sega Saturn  | 10 milioni (al 4 maggio 2007)     |
| 3DO          | 2 milioni (al 4 maggio 2007)      |
| Virtual Boy  | 770,000 (al 4 maggio 2007)        |
| Atari Jaguar | 500,000 (al 15 maggio 2007)       |
| Amiga CD32   | 100,000                           |
| Apple Pippin | 42,000 (al 4 maggio 2007)         |

## Console portatili

### Comparazione
| Console            | Game Boy Color                                                             | Game.com                   | Neo Geo Pocket           |
| ------------------ | -------------------------------------------------------------------------- | -------------------------- | ------------------------ |
| Immagine           |                                                                            |                            |                          |
| Data distribuzione | - 21 ottobre 1998 - 18 novembre 1998 - 23 novembre 1998 - 27 novembre 1998 | - 12 settembre 1997 - 1997 | - 28 ottobre 1998 - 1998 |
| Media              | Cartucce                                                                   | Cartucce                   | Cartucce                 |